# Wielki Most Hrazdan
Wielki Most Hrazdan (orm. Հրազդանի Մեծ կամուրջ) bardziej znany jako most kijowski (orm. Կիեւյան կամուրջ) – most łukowy łączący brzegi rzeki Hrazdan w Erywaniu w Armenii. W rzeczywistości most jest przedłużeniem ulicy Kijowskiej. Łączy dzielnicę Arabkir z ulicą Leningradzką w dzielnicy Ajapniak. Most ma 354 m długości, 58 m wysokości i 26 szerokości.

## Historia

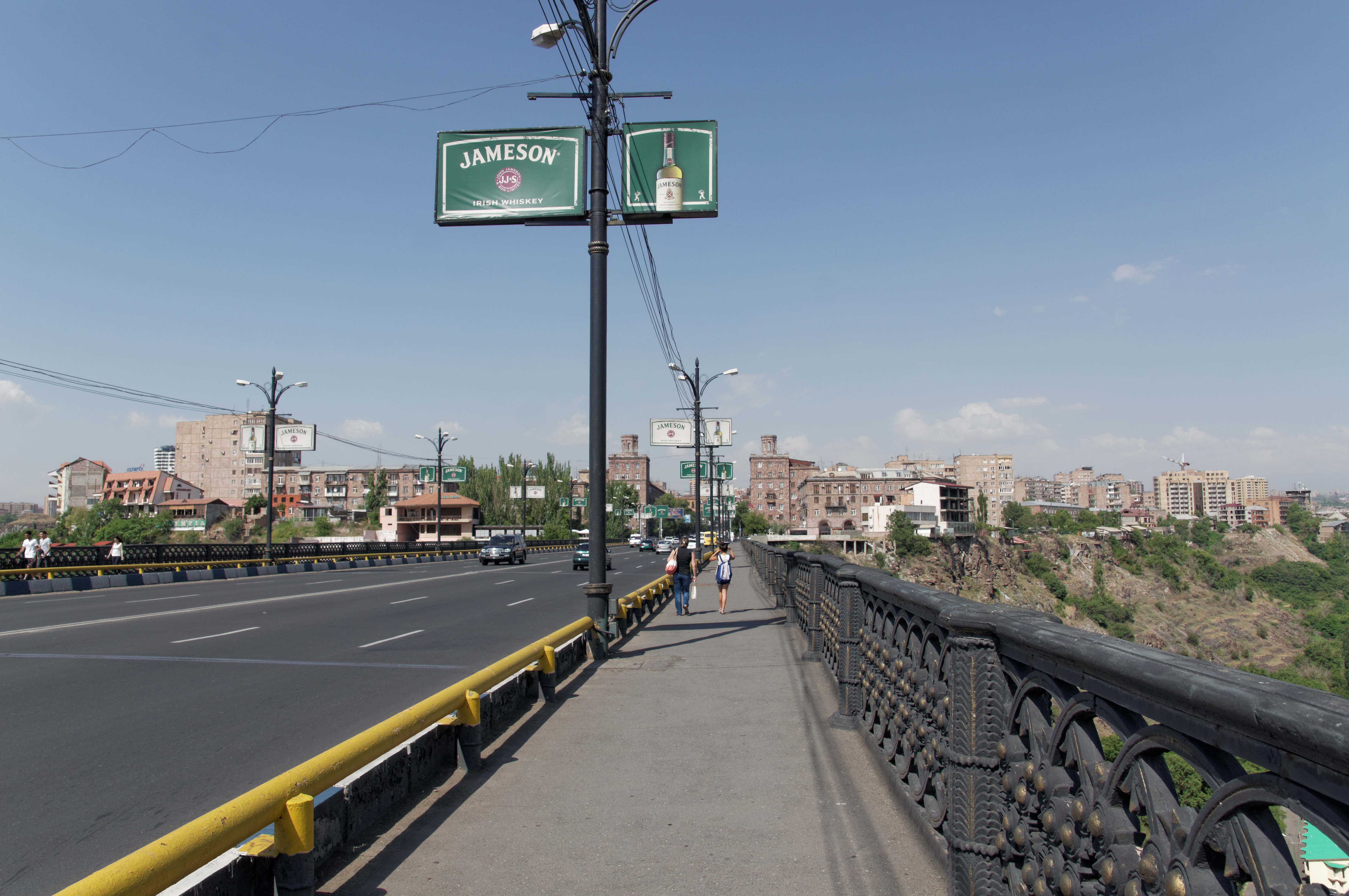
Wielki Most Hrazdan

Budowę mostu rozpoczęto w 1949 roku. 4 lipca 1952 roku o godzinie 15:05 most zawalił się podczas betonowania. Zginęło 47 osób, w tym 22 robotników, a 25 zostało rannych. Most został otwarty 12 maja 1956 roku. Wcześniej testowano jego wytrzymałość, obciążając go ciężarówkami załadowanymi kamieniami. W 1956 roku był to największy most w ZSRR i drugi co do wielkości most żelbetowy na świecie. Głównym architektem był Grigor Garegin Aghababjan. Miejsce to upodobali sobie samobójcy, dlatego czasem jest nazywany „mostem samobójców”. Był remontowany od maja do listopada 1980 roku. Podczas remontu mostu okazało się, że jest on w dobrym stanie.